# Giuseppe Liotti
Giuseppe Liotti, né le 23 juin 1978 à Salerno, est un dessinateur italien de bande dessinée, illustrateur et artiste Storyboard.

## Biographie

### Storyboard et Cinéma
Formé en sciences de la communication, à l'université de Rome "La Sapienza", spécialisation cinéma, il consacre ses deux dernières années d'études à des recherches sur la technique du storyboard ou scénarimage. 
Il participe en tant qu'artiste storyboard à l'atelier universitaire de production de courts métrages, Cut, dirigé par son directeur de mémoire Enzo Papetti. Lauréat en 2005, il rejoint l'équipe artistique du réalisateur pour Noi Due. Il rencontre lors du tournage, Paolo Bonfini, chef décorateur et devient son assistant sur le film Gomorra de Matteo Garrone, sorti en 2008. En 2010, il crée les storyboard de scènes du film Terraferma, du cinéaste italien Emanuele Crialese.
Installé à Bordeaux depuis 2012, il poursuit sa collaboration avec le réalisateur italien Matteo Garrone pour la création de courts-métrages publicitaires et sur les longs métrages Reality et Pinocchio . En mai 2019, il gagne à Rome "la Pellicola d'Oro", prix national italien des métiers techniques du cinéma, dans la catégorie "Meilleur Story board Artist" pour Dogman. Il participe également, en tant qu'artiste storyboard, au premier long métrage de Giovanni Aloi, "La Troisième guerre".  En France, il prend part à différents projets de Cinéma de genre. Il "storyboarde" les effets spéciaux pour le tournage du film "La Nuée" de Just Philippot. Il met en images des plans du second long métrage du réalisateur français pour Acide en 2023. La même année, il illustre des séquences du film Vincent doit Mourir du réalisateur Stéphan Castang. Il illustre également des scènes et séquences de courts-métrages de genre Fantastique, parmi lesquels, Opulence de Clément Rière ou La machine d'Alex de Mael Le Mée. 

### Bande dessinée et illustration
Après ses études universitaires, il débute en tant qu'artiste storyboard pour le cinéma et illustrateur de design d'intérieur.
En 2006, à un stage d'animation et bande dessinée dans le cadre d'un programme européen, Interreg III A Italie/France, il rencontre Bruno Brindisi, dessinateur de Dylan Dog. Ensemble, Ils participent à un projet collectif de bande dessinée d'inspiration Splatter, Self-Service, aux Éditions Arcadia, en 2007.
En 2007, à Bruxelles, ils reçoit le Prix Raymond Leblanc, première édition, pour le projet Nanobiotics avec Benoît Chaumont, alias Bénec, auteur de la série Sisco. Il signe en suivant avec l'éditeur belge Le Lombard. Engagé sur la série Le fils de la louve, il dessine le tome 5, La Louve aux faisceaux, publié en 2010. Il poursuit sa collaboration avec l'éditeur sur la série Narcos, triptyque thriller sur fond de lutte antidrogue, des cartels d' Amérique latine aux rives de Miami.
Depuis 2011, il a publié aux éditions Sergio Bonelli, Glénat, Rue de Sèvres, Le Lombard. Il crée également des illustrations pour des projets de communication, notamment pour Scuderia Ferrari,.

## Œuvres

### Publications

#### Projets collectifs
- Public Service,  "Self Service"[13], Arcadia, 2007
- Nanobiotics, Prix Raymond Leblanc 2007- Travaux des lauréats, Le Lombard, 2008

#### Séries
La Louve aux faisceaux, "Les Fils de la louve", Tome 5, avec Patrick Weber (scénario), Le Lombard, 2010
Narcos, avec Herzet et Orville (scénario), Le Lombard
- T1 Coke and Roll, 2010
- T2 Tequila 9 mm, 2011
- T3 Mexico'n carne, 2013

Brendon, avec Claudio Chiaverotti (scénario), Sergio Bonelli
- Nr. 98 L'inizio della fine, 2014
- Nr. 99 Luna nera calante, 2014

Morgan Lost, avec Claudio Chiaverotti (scénario), Sergio Bonelli
- Nr. 5 L'orologio del tempo, 2016
- Nr. 16 Ricordati di Elizabeth, 2017

Compte à Rebours, avec Matz et Marc Trévidic (scénario), Rue de Sèvres
- T1 Es-Shahid[17], 2018
- T2 Le piège de verre[18], 2019
- T3 Opération Tora Bora[19], 2019

Cadres Noirs, avec Pascal Bertho (scénario),adapté de Pierre Lemaître, Rue de Sèvres
- T1 Avant, 2022
- T2 Pendant, 2023
- T3 Après, 2024

#### Albums
- Vin, Gloire et Bonté[21], avec Isabelle Bunisset (scénario), Glénat, 2015
- Les fiancées du Califat[22],[23], avec Matz et Marc Trévidic (scénario), Rue de Sèvres, 2021
- Un Noël à Paris, avec Jim (scénario), Le Lombard, 2025

### Filmographie (storyboard artist)
- Noi due, Enzo Papetti, Esperia Film, 2007
- L'erede - The Heir,  Michael Zampino, Due P.T. Cinema Srl, Panoramic Film, 2010
- Terraferma, Emanuele Crialese, Cattleya, 2010
- Reality, Matteo Garrone, Fandango, 2012
- Delightful (court), Matteo Garrone, Archimede, 2017
- The Only One (court), Matteo Garrone, Dolce & Gabbana, 2017
- Dogman, Matteo Garrone, Archimede, Le Pacte, Rai Cinema, 2018
- Entering Red (court), Matteo Garrone, Think Cattleya, Campari, 2019
- 6 Underground (illustration), Michael Bay, Skydance, Bay Films, 2019
- Pinocchio, Matteo Garrone, Archimede, Le Pacte, Rai Cinema, Recorded Picture Company, 2019
- La nuée, Just Philippot, Capricci Films, The Jokers Films, 2020
- La troisième guerre, Giovanni Aloi, Capricci Films, Wild Bunch, 2020
- La machine d'Alex (court), Mael Le Mée, Bobi Lux, 2022
- Acide, Just Philippot, Bonne Pioche, Pathé Films, 2023
- Vincent doit mourir, Stéphan Castang, Capricci, Bobi Lux, 2023
- Opulence (court), Clément Rière, Capricci, Wild West, 2023
- Les jours les plus intenses de Guido Kalb[24], Tommaso Usberti, L'Heure d'été, Rezo Productions, 2024

## Récompenses et distinctions
- 2007 : prix Raymond Leblanc, pour Nanobiotics, avec Benoît Chaumont (scénario)[9];
- 2019 : prix du meilleur storyboard artist, "Pellicola d'Oro"[25], pour Dogman de Matteo Garrone, Rome.